# Dionicio Cerón
Dionicio Cerón (* 9. Oktober 1965) ist ein ehemaliger mexikanischer Langstreckenläufer, der insbesondere im Marathon erfolgreich war.
1990 stellte er in Philadelphia mit 1:00:46 einen Weltrekord im Halbmarathon auf. 
1991 belegte Cerón beim Rotterdam-Marathon den zweiten Platz, 1992 siegte er in 2:08:36 beim Beppu-Ōita-Marathon, 1993 gewann er den Rotterdam-Marathon sowie den Fukuoka-Marathon, bei dem er im Vorjahr Vierter geworden war, in der Weltjahresbestzeit von 2:08:51, und von 1994 bis 1996 siegte er dreimal in Folge beim London-Marathon, wobei er 1995 mit 2:08:30 seine persönliche Bestzeit aufstellte.
Beim Marathon der Leichtathletik-Weltmeisterschaften 1995 in Göteborg holte er die Silbermedaille hinter Martín Fiz (ESP) und vor Luíz Antônio dos Santos (BRA). Bei den Olympischen Spielen 1996 belegte er den 15. Platz.
1997 wurde er schließlich Dritter beim Boston-Marathon.